# Dani Arnold
Dani Arnold (* 22. února 1984 Uri) je švýcarský horolezec. Roku 2010 provedl spolu se Stephanem Siegristem a Thomasem Senfem první zimní výstup na Torre Egger v Patagonii. V červenci 2018 stanovil nový rychlostní rekord na severní stěně Grandes Jorasses. Vrcholu dosáhl za dvě hodiny a čtyři minuty. V září 2019 vytvořil rychlostní rekord na severní stěně Cima Grande di Lavaredo v Dolomitech, kam vystoupil sólově za 46 minut a 30 sekund. Předchozí rekord tak překonal o téměř 19 minut.